# Cerfontaine (Nord)
Cerfontaine ist eine französische Gemeinde im Département Nord in der Region Hauts-de-France. Sie gehört zum Arrondissement Avesnes-sur-Helpe und zum Kanton Fourmies. Frühere Ortsnamen waren Serfontaine, Serrefontaine und Sierrefontaine.

## Geografie
Die Gemeinde Cerfontaine liegt im Regionalen Naturpark Avesnois, sechs Kilometer südöstlich von Maubeuge und acht Kilometer westlich der Grenze zu Belgien. Sie grenzt im Nordosten an Recquignies, im Osten an Colleret, im Süden an Ferrière-la-Petite, im Westen an Ferrière-la-Grande und im Nordwesten an Rousies.

## Bevölkerungsentwicklung
| Jahr                       | 1962 | 1968 | 1975 | 1982 | 1990 | 1999 | 2008 | 2013 | 2020 |
| Einwohner                  | 603  | 578  | 641  | 588  | 526  | 559  | 565  | 626  | 709  |
| Quellen: Cassini und INSEE |      |      |      |      |      |      |      |      |      |

## Sehenswürdigkeiten

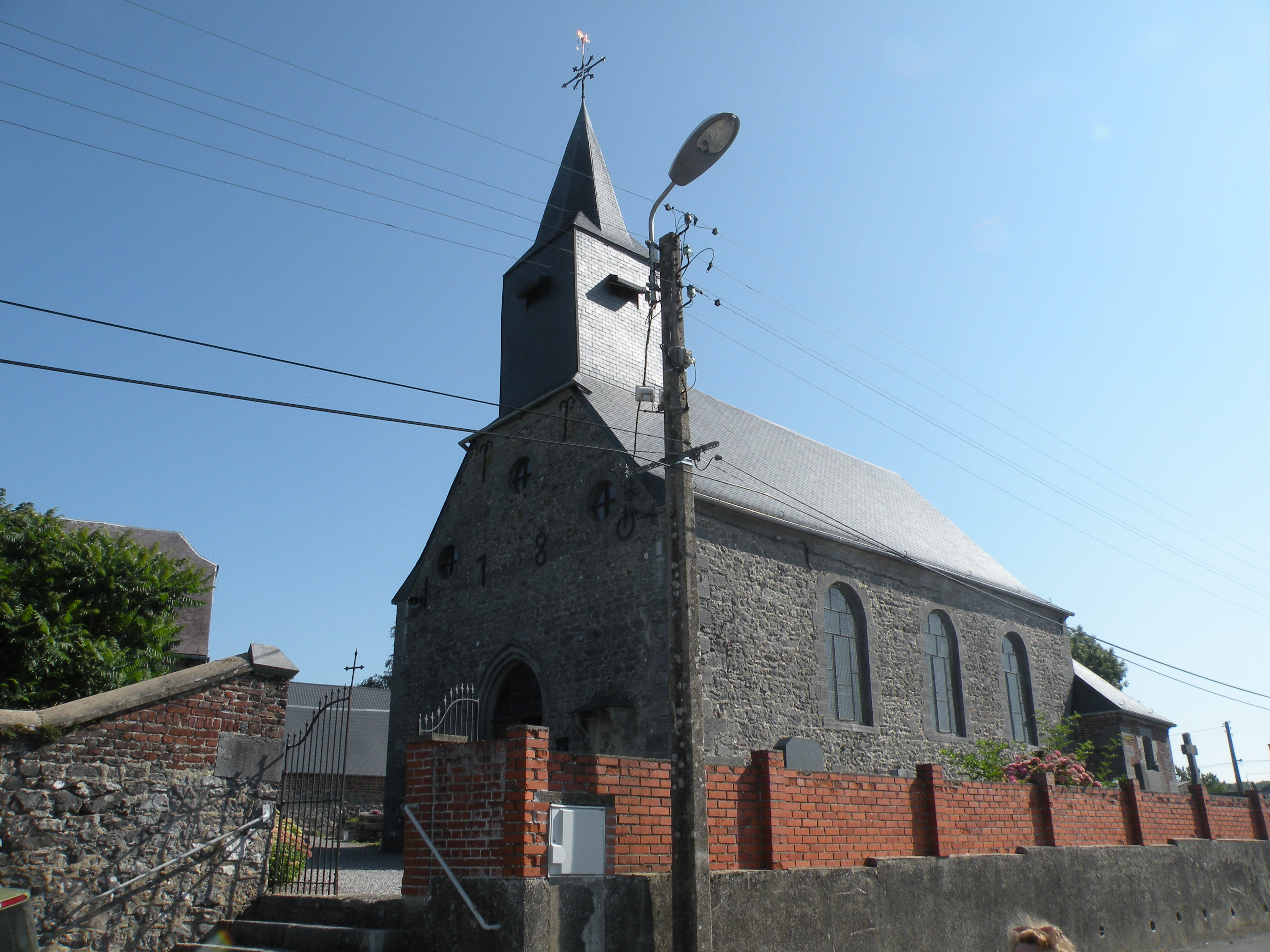
Kirche Saint-Pierre
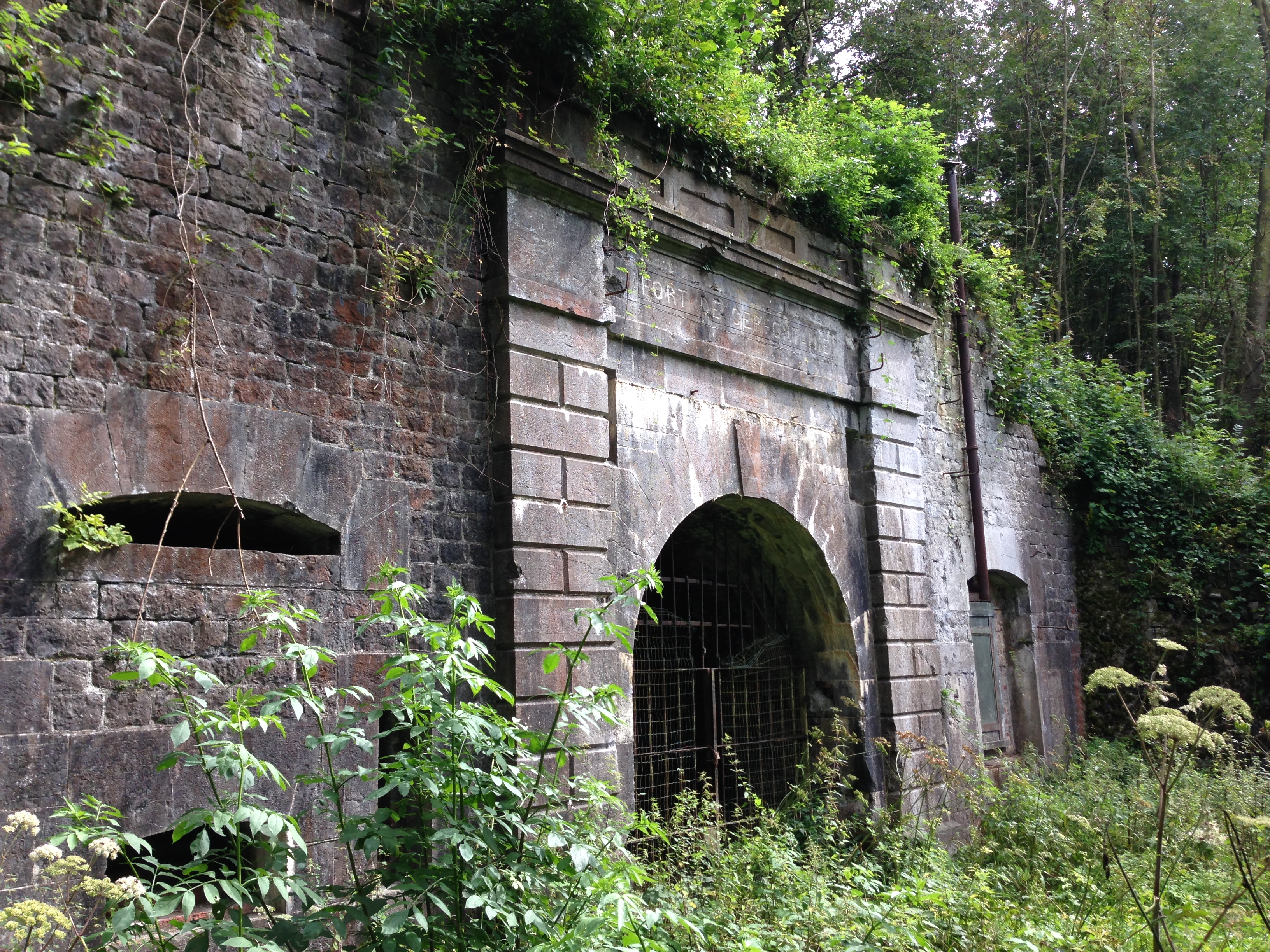
Reste des Forts von Cerfontaine
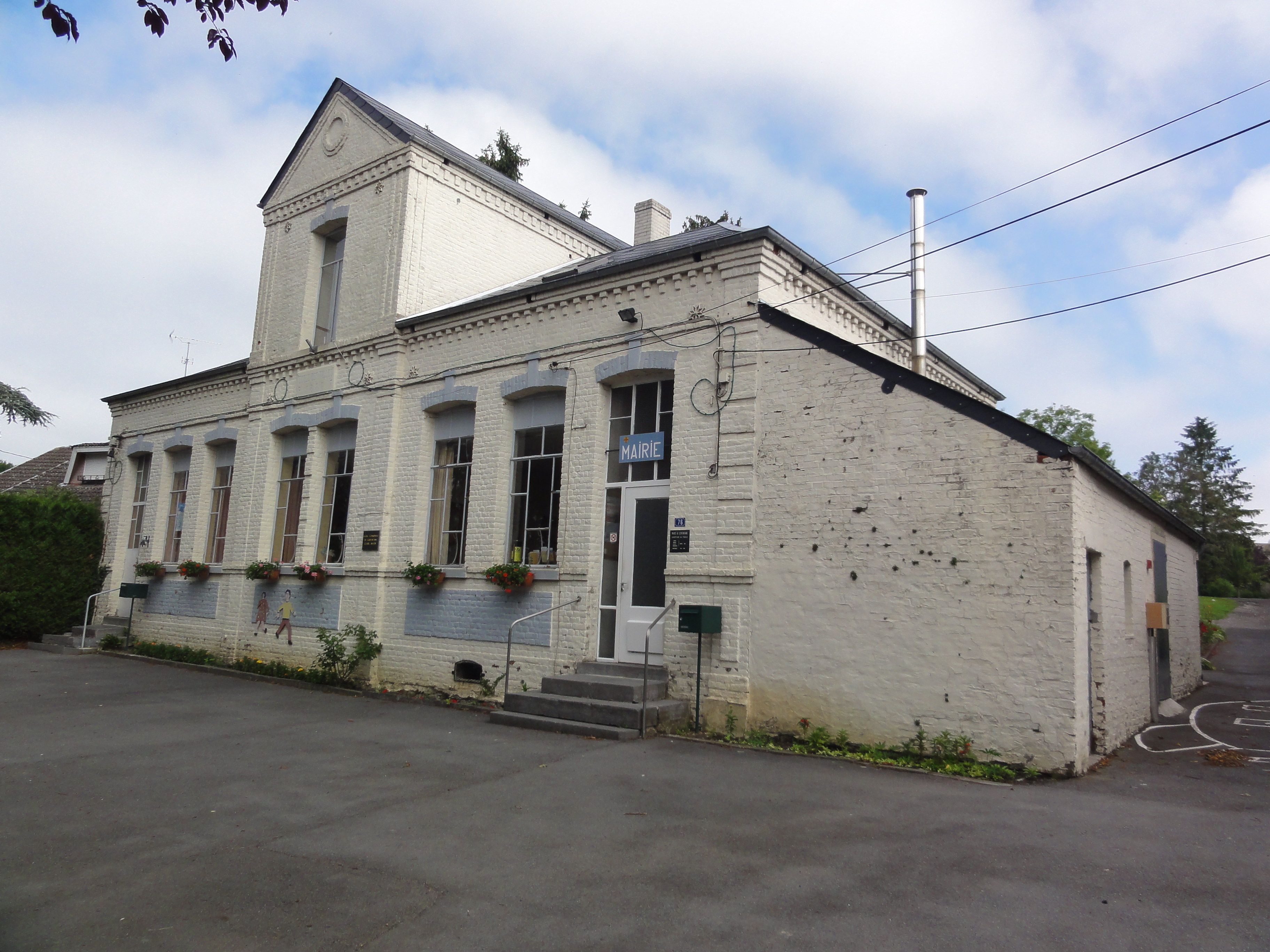
Rathaus und Grundschule
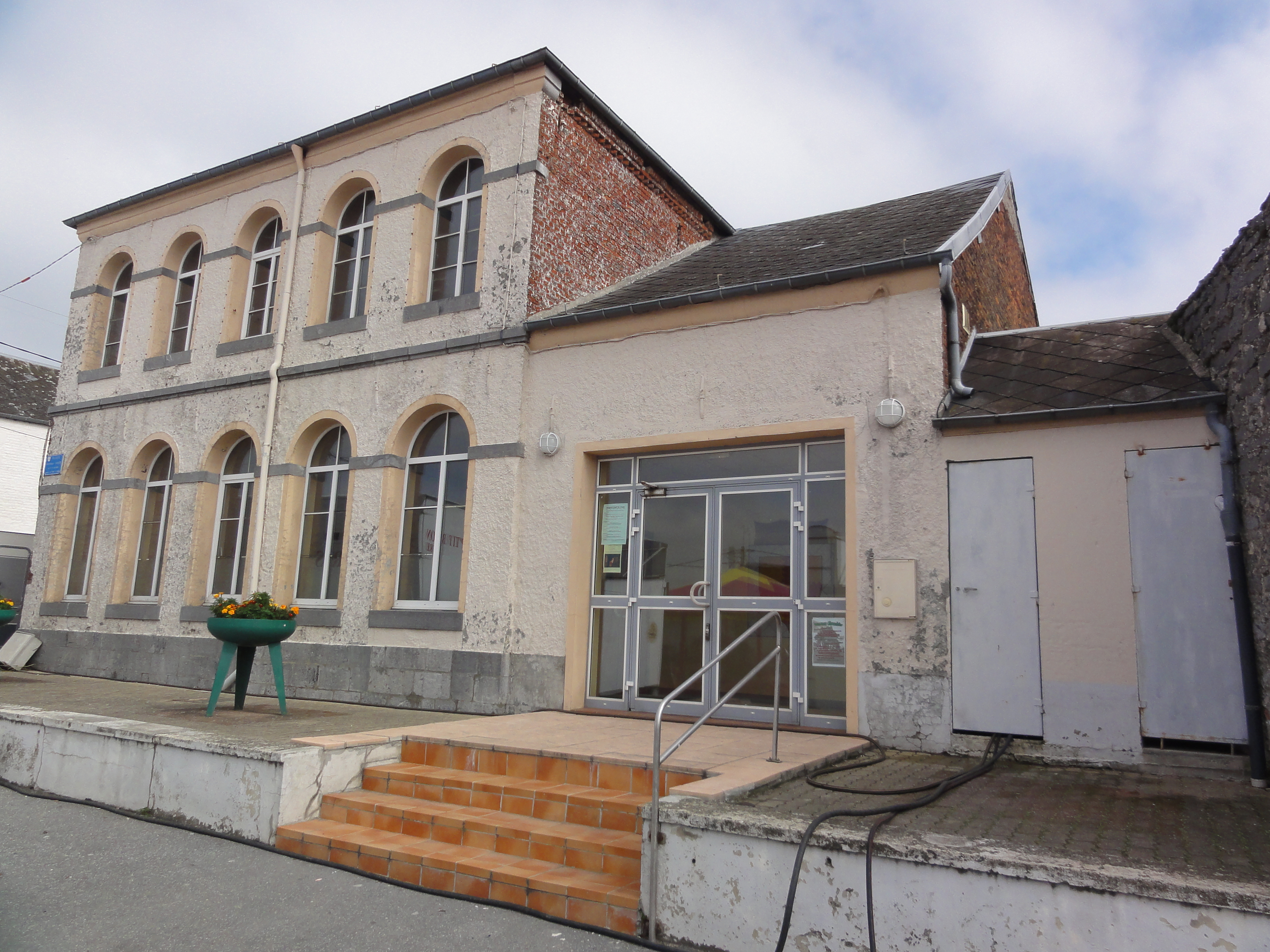
Gemeindefesthalle
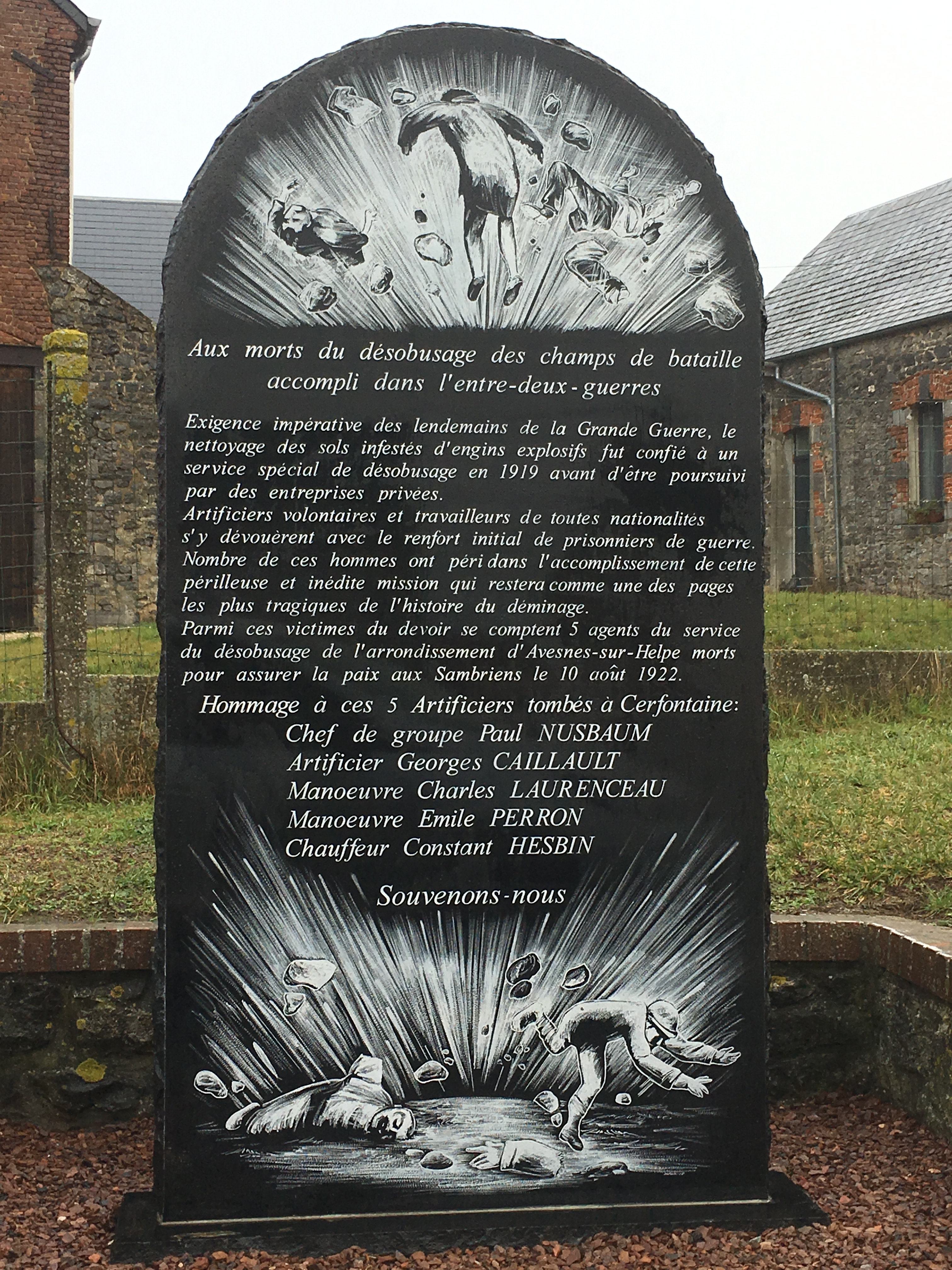
Gefallenendenkmal

- ehemaliges Fort von Cerfontaine

- Kirche Saint-Pierre
- Reste des Forts von Cerfontaine
- Rathaus und Grundschule
- Gemeindefesthalle
- Gefallenendenkmal